# Superbike 2001
Superbike 2001 (рус. Супербайк 2001) — компьютерная игра в жанре симулятора мотогонок, третья в серии SBK, разработана Milestone S.r.l. и изданная EA Sports для Windows в 2000 году.

## Сюжет
Все 13 трасс, гонщики и мотоциклы (Ducati, Aprilia, Honda, Suzuki, Kawasaki, Yamaha и Bimota) в игре, основаны на сезоне 2000 года чемпионата мира по супербайку.

## Отзывы и критика
| Сводный рейтинг       | Сводный рейтинг |
| Агрегатор             | Оценка          |
| --------------------- | --------------- |
| GameRankings          | 87,32 %         |
| Metacritic            | 88              |
| Иноязычные издания    |                 |
| Издание               | Оценка          |
| CGW                   | [ 6 ]           |
| GameSpot              | 9,1 / 10        |
| IGN                   | 9,0 / 10        |
| PC Gamer (US)         | 83 %            |
| PC Zone               | 69 %            |
| Русскоязычные издания |                 |
| Издание               | Оценка          |
| Absolute Games        | 70 %            |
| «Игромания»           | 7,0 / 10        |

Игра получила в среднем высокие оценки.